# Duc Jian de Qin
Jian de Qin (chinois : 秦簡公) (mort en 400 av. J.-C.) était un duc de Qin durant la Période des Royaumes combattants. Il régna de 415 av. J.-C. à 400 av. J.-C.. 
Durant son règne, le royaume de Qin a perdu le territoire fertile de Hexi, conquis par le royaume de Wei.